# Aquela Coisa Toda
Aquela Coisa Toda foi a quarta peça de teatro do grupo Asdrúbal Trouxe o Trombone. A peça além de abordar a temática da experiência de vida dos atores (como a peça anterior Trate-me Leão), trazia a inspiração da filosofia de Nietzsche e das viagens pelo Brasil. A apresentação era intensa e lembrava o balé, falando do teatro e seus estilos. O humor e a informalidade continuavam a ser uma característica predominante do espetáculo.
Após realizar um intervalo depois do grande sucesso da peça Trate-me Leão, o grupo Asdrúbal começou a elaborar um novo espetáculo, incorporando colaboradores como Chacal, José Lavigne e Vicente Pereira. Hamilton Vaz Pereira propôs a entrada de novos atores no Asdrúbal, porém a tentativa de formação de um novo elenco não funcionou no entrosamento do grupo. Isso gerou desentendimentos e Nina de Pádua deixou o Asdrúbal junto com os integrantes novos. A peça demorou o ano inteiro de 1979 para ser elaborada, e os integrantes sofreram a pressão de reproduzir o sucesso da peça anterior. Com o tempo, a elaboração da peça foi ficando mais definida e bem construída. Perfeito Fortuna propôs o nome Aquela Coisa Toda, “algo que ninguém define, mas sabe que existe”. Hamilton gostou das iniciais que formavam act (ação em inglês), e o nome ficou.
Aquela Coisa Toda estreou no Teatro Dulcina em 14 de janeiro de 1980. O espetáculo era longo e complexo. Logo na estreia, quase a metade da plateia abandonou o teatro ao longo do espetáculo. As críticas iniciais foram bem ruins. Yan Michalski, por exemplo, escreveu um artigo duro de uma página inteira no Jornal do Brasil com o título “aquele impasse todo”.
A peça teve um percurso difícil. A saraivada de críticas ruins e a estreia, que os assustou. Era um espetáculo que necessitava de ajustes para se adaptar junto ao público. De acordo com Regina Casé, o Asdrúbal só não terminou ali “porque o grupo tinha uma energia acumulada muito grande”. A peça foi sendo feita e refeita de acordo com a inteiração com o público, com cenas enxugadas ou cortadas. Depois das reformas, o espetáculo foi ficando mais enxuto e conciso, ganhando elogios. Destacavam-se cenas como o quadro Contatos Imediatos, na qual o grupo simulava um debate pós-espetáculo, imitando com ironia a crítica e os próprios atores.
Após o término da peça, Hamilton propôs a criação de cursos no Parque Lage. Nesse processo de criação e renovação, o grupo deu a origem a novos projetos culturais, que inspiraram, por exemplo, a formação da BLITZ, o nascimento do Circo Voador e o grupo de teatro Banduendes Por Acaso Estrelados.

## Ficha Técnica
- Autoria: Hamilton Vaz Pereira
- Direção: Hamilton Vaz Pereira
- Atores: Evandro Mesquita, Luiz Fernando Guimarães, Patrícya Travassos, Perfeito Fortuna, Regina Casé
- Cenografia: Patrícya Travassos e Regina Casé
- Figurinos: Patrícya Travassos e Regina Casé
- Iluminação: Jorginho de Carvalho
- Operador de luz: Luiz Paulo Neném
- Sonoplastia: Ivan Marques
- Produção: Paulo Conde
- Direção musical: Hamilton Vaz Pereira

## Histórico de encenações
A peça ficou em cartaz durante os anos 1980 e 1981. Aquela Coisa Toda foi encenada no Rio de Janeiro (Teatro Dulcina, Teatro Ipanema e Parque Lage), Paraty, Salvador, Porto Alegre e São Paulo. Aquela Coisa Toda fez um percurso pelo Brasil similar à peça Trate-me Leão e viajou pela região sul, nordeste e centro-oeste, destacando-se um espetáculo a céu aberto em Brasília.

## Opiniões
- Caetano Veloso:

"Aquela Coisa Toda foi uma das minhas mais intensas experiências como espectador de teatro. (...) O palco de repente ficava nu, enquanto eles (os atores) surgiam em pontos dispersos da plateia para lançar perguntas aos integrantes do grupo. Essas perguntas eram cômicas, tocantes, embaraçosas: e o palco vazio e silente deixava-nos com um espaço aberto na mente, um pouco assustados, um pouco melancólicos, como na experiência de certos poemas. Quando a situação de repente se invertia e os atores se amontoavam no palco e respondiam perguntas que não se ouviam, o silêncio da plateia saía de cada espectador como se fosse uma exposição de suas responsabilidades.”
- Hamilton Vaz Pereira:

“Eu sofri porque dizia o tempo todo para mim e para eles que o espetáculo era lindo q eles faziam duvidando da coisa. A minha dor era essa. No entanto, eles foram lindos porque fizeram até o último espetáculo, podiam ter parado ali, levado uns trancos da imprensa, ter terminado mal como terminamos no Ubu.”
- Perfeito Fortuna:

“O Jabor falava uma coisa engraçada. Aquela Coisa Toda parecia uma cebola que a gente ia descascando, aí chorava, aí ria, mas nunca acabava, tinha sempre mais alguma coisa”
- Patrícya Travassos:

“No fim, Aquela Coisa Toda tinha uma força igual ao Trate-me Leão. Não tinha a mesma força porque o Trate-me tinha uma coisa de novidade e era mais porradão (...), e Aquela Coisa Toda era mais lúdico, mais poético.(...) Aquela Coisa Toda começou muito frio, muito estranho, e foi se transformando. Foi um espetáculo feito em cena.”